# 威廉·皮叶克尼斯
威廉·弗里曼·科伦·皮叶克尼斯（挪威語：Vilhelm Friman Koren Bjerknes，挪威語發音：[ˈbjæ̂rkneːs]；1862年3月14日—1951年4月9日），又译比耶克内斯、皮耶克尼斯，挪威籍物理学家和气象学家。他为现代天气预报方法作出了卓越贡献。